# The Coward's Atonement
The Coward's Atonement è un cortometraggio muto del 1913 diretto da Francis Ford.

## Produzione
Il film fu prodotto dalla Bison Motion Pictures o da Thomas H. Ince per la New York Motion Picture Company secondo Silent Era che gli assegna anche il titolo A Coward's Atonement.

## Distribuzione
Distribuito dall'Universal Film Manufacturing Company, il film - un cortometraggio in due bobine - uscì nelle sale cinematografiche statunitensi il 26 febbraio 1913.